# Richard Haynes

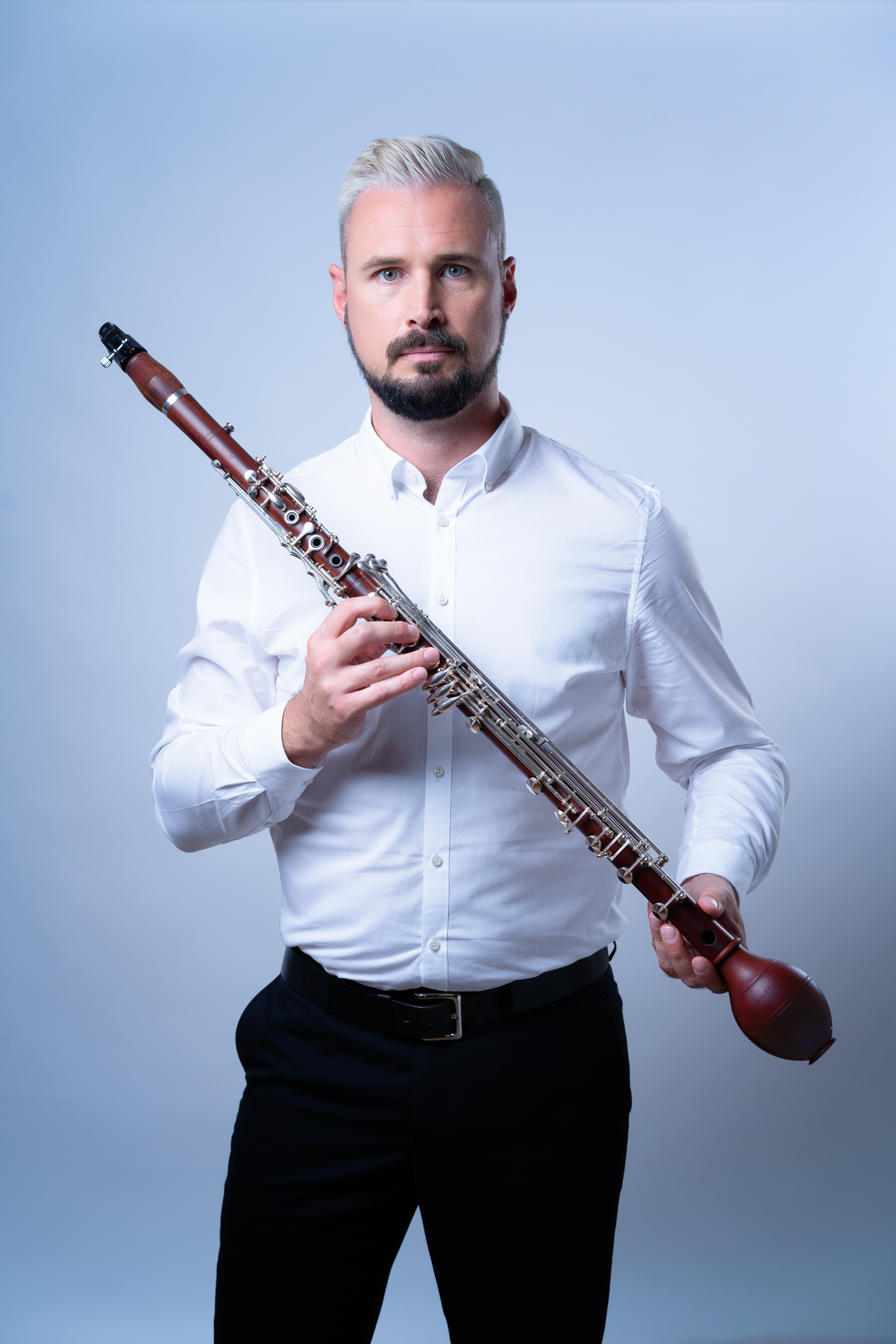
Richard Haynes mit einer modernen Klarinette d'amore in G (2021)

Richard Elliot Haynes (* 18. April 1983 in Brisbane, Australien) ist ein australischer Klarinettist mit Wohnsitz in der Schweiz. Er spielt weltweit Musik des 16. bis 21. Jahrhunderts, vorwiegend jedoch Musik lebender Komponisten, in einer Vielzahl von Kontexten.

## Ausbildung
Richard Haynes erhielt von 1989 an Klavierunterricht, ab 1992 auch Unterricht in Viola und später in Klarinette – zeitweise mit einem Musikstipendium – bis zum Abschluss der Sekundarschule II im Jahre 2000.
Von 2000 bis 2003 studierte er Klarinette und Bassklarinette bei Floyd Williams, Brian Catchlove und Diana Tolmie am Queensland Conservatorium der Griffith University in Brisbane, an dem er auch 2006 den Bachelor of Music erwarb.
2006 bis 2008 setzte er seine Studien bei Ernesto Molinari und Donna Wagner-Molinari an der Hochschule der Künste Bern fort, wo er klassische Musik und zeitgenössische Musik und weiter Klarinette studierte. Er schloss diesen Teil des Studiums mit dem Solistendiplom im Fach Klarinette mit Auszeichnung ab.
Von 2008 bis 2012 hatte er am Royal Melbourne Institute of Technology ein Forschungsstipendium in Sachen Klarinette. Dabei ging es um Erforschung zeitgenössischer Klänge und Werke für Klarinette und Elektronik, in Zusammenarbeit mit dem australischen ELISION Ensemble.
Von 2015 bis 2018 erweiterte er seine Kenntnisse und Fähigkeiten in Teilzeit durch ein Contemporary Arts Practice (Sound Arts, Klarinette und Komposition) wiederum an der Hochschule der Künste Bern.

### Auszeichnungen während des Studiums
Während seines Studium erhielt Haynes folgende Auszeichnungen:
- 2000: Queensland Young Instrumentalist of the Year
- 2003: Australian Young Performer of the Year
- 2004: APRA AMC Art Music Award 2004: Best Performance of Australian Music
- 2005: Kulturstipendium der Stadt Brisbane 2004
- 2006: Kulturstipendium des Goethe-Instituts Melbourne für kulturelle Exzellenz
- 2008: Musikpreis der Eduard-Tschumi-Stiftung
- 2008: Australian Research Council Linkage Stipendium (APAI)
- 2009: Erster Preis der Fondation Nicati Concours (National: Schweiz)[1]
- 2009: Forschungsstipendium des Australian Research Council (APAI)[2]

## Tätigkeit als Klarinettist
Nach seinem Solodebüt mit dem Queensland Symphony Orchestra im Alter von 17 Jahren mit dem Klarinettenkonzert von John Veale führte Richard Haynes weitere Konzerte von Aaron Copland, W. A. Mozart, Peter Rankine, Michael Smetanin, Nigel Westlake und Iannis Xenakis auf. Seit Beendigung seines Studiums in Brisbane stehen regelmäßige Konzerttätigkeiten in Europa, den USA, Asien, Australien und Neuseeland auf seiner Agenda. Dabei trat er als Solist, Kammer- und Orchestermusiker bei vielen der großen australischen, amerikanischen und europäischen Festivals für klassische und zeitgenössische Musik auf, darunter die internationalen Kunstfestivals von Adelaide, Brisbane, Melbourne, Perth und Sydney, Budapest und Paris sowie dem Lucerne Festival, dem Holland Festival, dem Warschauer Herbst, der MaerzMusik Berlin, dem Festival Archipel Genf, dem Wien Modern, den Salzburger Festspielen und dem New York Lincoln Center Festival. Die Sinfonieorchester von Christchurch, Dublin, Queensland, Tasmanien, das Theaterorchester Hagen (mit der Basel Sinfonietta) und die Rundfunksinfonieorchester des SWR und des WDR haben Richard Haynes wiederholt als Solo- oder Stimmklarinettisten in verschiedenen Projekten engagiert. Als Solist trat er des Weiteren mit den Symphonieorchestern von Christchurch, Queensland, Melbourne und Tasmanien auf, ferner mit dem RTÉ National Symphony Orchestra, Dublin und dem Berner Symphonieorchester.
Seit 2005 ist er Mitglied des australischen ELISION-Ensembles, ein internationales Ensemble für zeitgenössische Musik. Von 2007 bis 2011 war er Mitglied von 175 East (Auckland) und Stroma (Wellington).
In Europa hat er unter anderem bei CIKADA (Oslo), den Ensembles Resonanz Hamburg, oh-ton Oldenburg, musikFabrik und Garage (Köln), dem Ensemble Modern (Frankfurt am Main), dem Ensemble risonanze erranti München, dem Klangforum Wien und beim Ensemble Phönix Basel mitgewirkt.
In 2012/13 begann eine Zusammenarbeit mit der Manufaktur für Aktuelle Musik und dem Ensemble Proton Bern. Mit dem 2016 gegründeten Holzbläserquintett Blattwerk trat er in der ganzen Schweiz auf. Seit einigen Jahren ist er auch Mitglied des deutsch-schweizerischen Ensembles Praesenz.
Richard Haynes hat an den Musik-Universitäten University of California, Berkeley, Canterbury University, Christchurch, Griffith University, Queensland Conservatorium, Harvard University, Cambridge, Huddersfield, University of Melbourne, Parkville, Stanford University, Stanford, University of Sydney, California Institute of the Arts, der New Zealand School of Music und der Hochschule für Musik und Darstellende Kunst Stuttgart jeweils zeitlich begrenzt Solo-Recitals und Vorlesungen gegeben und Klarinetten- und Kammermusik-Coaching angeboten. Er war als Solist für Brian Ferneyhoughs La Chute d’Icare für das Programm „Campus Dirigieren“ an der Hochschule für Musik Dresden engagiert und spielte dieses Werk mit 28 verschiedenen Dirigenten. Richard Haynes ist gefragter Lehrer der Meisterkurse für zeitgenössische Musik bei der isa – Internationale Sommerakademie der Universität für Musik und darstellende Kunst Wien.
Tätigkeiten von Haynes im Anschluss an die Corona-Krise, also etwa ab Beginn 2021, sind regelmäßige Konzerte mit dem Ensemble Proton und dem BlattWerk Quintett, hauptsächlich in der Schweiz, manchmal im europäischen Ausland und in Übersee, die Durchführung punktueller Projekte mit der Basel Sinfonietta, dem Ensemble Phoenix Basel, dem Klangforum Wien und dem Ensemble Musikfabrik sowie wiederkehrende Tätigkeiten als Dozent in zeitgenössischer Musik bei der isa – Internationale Sommerakademie Wien.

### Neue Werke für Klarinette
Neue Werke für Klarinette wurden für ihn geschrieben und ihm gewidmet von Samuel Andreyev, Trevor Bača, Richard Barrett, Aaron Cassidy, Robert Dahm, Chris Dench, Walter Feldmann, Füsun Köksal, Liza Lim, Timothy McCormack, Michael Norris, Enno Poppe, Nemanja Radivojević, Rebecca Saunders, Dominique Schafer und Jeroen Speak. Er hat in bedeutenden Instrumental-, Opern- oder Theaterstücken mitgewirkt wie CONSTRUCTION und Opening of the Mouth von Richard Barrett, Written on Skin von George Benjamin, EvE & ADINN von Sivan Cohen Elias, BEGEHREN von Beat Furrer, MONDPARSIFAL von Bernhard Lang, Moon Spirit Feasting and The Navigator von Liza Lim, Delusion of the Fury von Harry Partch, Chroma and Stasis von Rebecca Saunders, El Publico von Mauricio Sotelo und KLANG: Die 24 Stunden des Tages von Karlheinz Stockhausen.

### Uraufführungen von Stücken für Klarinette solo (Auswahl)
- Samuel Andreyev – A Line Alone (für Klarinette d'Amore)
- Trevor Bača – MYRKR (für Bassklarinette)
- Richard Barrett  – the book of caverns (für Klarinette in Es)
- Jesse Broekman – to cause bones to be (für Kontrabassklarinette)
- Robert Dahm – I watched you as you disappeared (für Bassklarinette)
- Chris Dench – ghosts of motion (für Klarinette d'Amore)
- Walter Feldmann – …süsses Unheil… (für Klarinette d'Amore)
- James Gardner – Carica d'amore (für Klarinette d'Amore)
- Jonah Haven – huso huso (für Klarinette d'Amore)
- Richard Haynes – bouteille, clarinette, violon, journal, verre (für 1 Performer)
- Füsun Köksal – voce immobile (für Bassklarinette)
- Alan Lawrence – Composition with Eames Chair (für Klarinette in B)
- Liza Lim – Sonorous Body (für Klarinette in B)
- Timothy McCormack – RAW MATTER (für Bassklarinette)
- Dugal McKinnon – Nowdrifts (für Bassklarinette und Zuspielung)
- Manuela Meier – iterate no trace (für Bassklarinette)
- Rachael Morgan – Matahourua (für Bassklarinette)
- Michael Norris – De corporis fabrica (für verstärkte Klarinette in B)
- Timothy O’Dwyer – transbraxton II (für Bassklarinette)
- Enno Poppe – Holz solo (für Bassklarinette)
- Sean Quinn – incubation (für Klarinette d'Amore)
- Nemanja Radivojevic – …prepozanćeš me po sjaju… (für Bassklarinette)
- Matthias Renau – Schattenlinie (für Klarinette d'Amore)
- David Young – Breath Control (für verstärkte Klarinette in B)

### Uraufführungen von Ensemble-Werken (Auswahl)
- Samuel Andreyev – Sonata da camera (für Ensemble)
- Richard Barrett – Hypnerotomachia (für zwei Klarinetten in A)
- Pierre Boulez arr. Johannes Schöllhorn – 12 Notations (für Ensemble)
- Aaron Cassidy – And the scream, Bacon's scream, is the operation through which the entire body escapes through the mouth (für Ensemble)
- David Chisholm – The Beginning and the End of the Snow (für Mezzosopran, Klarinette/Bassklarinette, Viola, Violoncello, Klavier/Cembalo/Celesta & Harfe)[4]
- Ann Cleare – to another of that other (für Trio)
- Chris Dench – sum over histories (für Bass- und Kontrabassklarinetten)
- James Dillon – theatrum : figuræ (für Ensemble)
- Turgut Erçetin – Resonances (für Ensemble)
- Brian Ferneyhough – Finis Terrae (für Stimmen & Ensemble)
- Bernhard Gander – Bunny Games (für Ensemble)
- Georg Friedrich Haas – Ich suchte, aber ich fand ihn nicht (für Ensemble)
- Sam Hayden – misguided (für Quartett)
- Christian Henking – Change (für Ensemble)
- Justin Hoke – thane (für Bass- und Kontrabassklarinetten)
- Evan Johnson – Apostrophe I (all communication is a form of complaint) (für zwei Bassklarinetten)
- Mauricio Kagel – In der Matratzengruft (für Stimme & Ensemble)
- Dominik Karski – The Source Within (für Ensemble)
- Tobias Krebs – REFRACTIONS (für Ensemble)
- Catherine Lamb – Curva triangulus (für Arciorgano und Ensemble)
- Bernhard Lang – Das Hirn (für Sopran und Ensemble)
- Bernhard Lang – Par-ze-fool (Oper)
- David Lang – hammerspace (für Ensemble)
- Liza Lim – The Navigator (Oper)
- Timothy McCormack – KILN I (für Trio)
- Hector Parra – Un souffle en suspens (für Ensemble)
- Enno Poppe – Filz (für Viola und Ensemble)
- Edward Rushton – What you can see (für Klarinette in A und Streichquartett)
- Rebecca Saunders – Aether (für zwei Bassklarinetten)
- Dominique Schafer – Vers une présence réelle… (für Ensemble)
- Mauricio Sotelo – El Público (Oper)
- Gérard Zinsstag – Vier Affekte (für Ensemble)
- W. A. Mozart – Das Klarinettenkonzert mit einem Bassetthorn in G (statt einer Bassettklarinette in A)

## Instrumente

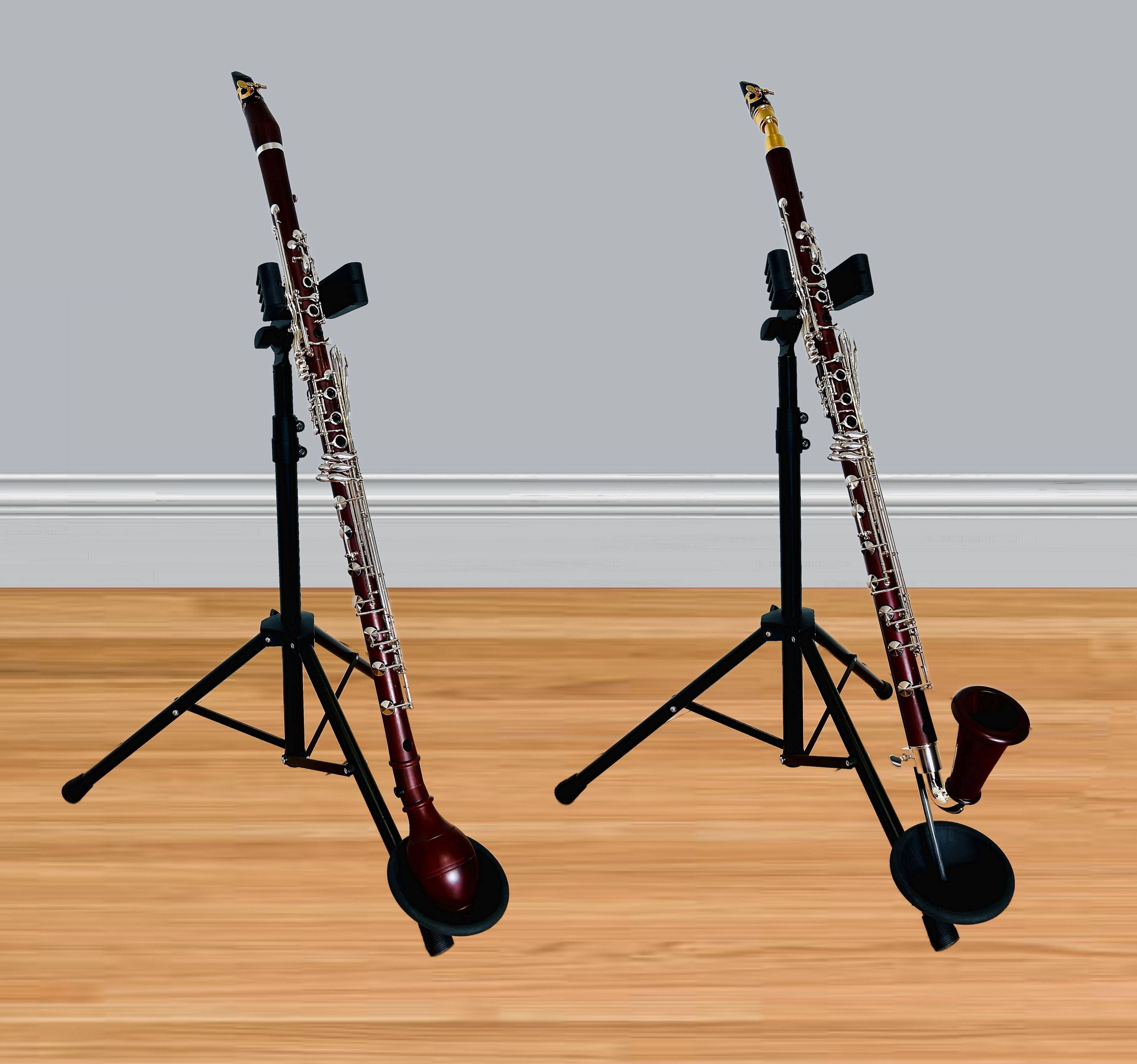
Klarinette d'amore in G und Bassetthorn in G

Richard Haynes spielt folgende Klarinetten französischen Systems:
As-Klarinette, Es-Klarinette (Selmer), C-Klarinette (Noblet), B/A-Klarinetten (Seggelke Klarinetten),

Klarinette d'amore in G (Seggelke Klarinetten) und Bassetthorn in F (Leblanc),

Bassklarinette in B (Selmer), Kontraaltklarinette in Es (Leblanc) und Kontrabassklarinette in B (Leblanc)
Den Korpus seiner Klarinette d'amore verwendet Haynes auch mit einem Bassetthorn typischen Fuß mit hölzernem Becher (anstelle des Liebesfußes) und einer leicht gebogenen Birne aus Metall (anstelle der hölzernen Birne) mit dazu passendem Mundstück als Bassetthorn in G (mit enger Mensur). Auf diesem so umgestalteten Instrument spielt er mit der Camerata Ataremac das Klarinettenkonzert von Mozart in G- statt in A-Dur, so wie Mozart es ursprünglich als Konzert für Bassetthorn in G und Orchester vorgesehen hatte, von dem aber nur die ersten 179 Takte existieren (KV 621 b).

## Diskografie
Von Haynes gibt es ca. 40 CD-Aufnahmen, die im Einzelnen auf seiner Website aufgeführt sind.